# 波德萊赫尼克
波德萊赫尼克（斯洛維尼亞語： 發音：[pɔˈdleːxnik]），是斯洛維尼亞東部哈羅澤山區波德莱赫尼克市镇的聚居地及行政中心。當地傳統上屬於下施蒂里亞地區，現在包含在波德拉夫統計區中。

## 歷史
該聚居地圍繞13世紀的萊赫尼克城堡發展起來。該城堡在1532年奧斯曼帝國的襲擊中被摧毀，僅留下少數痕跡（塔和防御溝的地基）。最初的城堡小教堂現在是地方教堂，獻給聖母瑪利亞，並在16和18世紀進行擴建。

## 外部連結
- Podlehnik on Geopedia （页面存档备份，存于）